# Підзамче (Кам'янець-Подільський)
Підза́мче — найзахідніший масив міста Кам'янець-Подільський. Розташувався між Старим Містом і селом Довжок.

## Історія

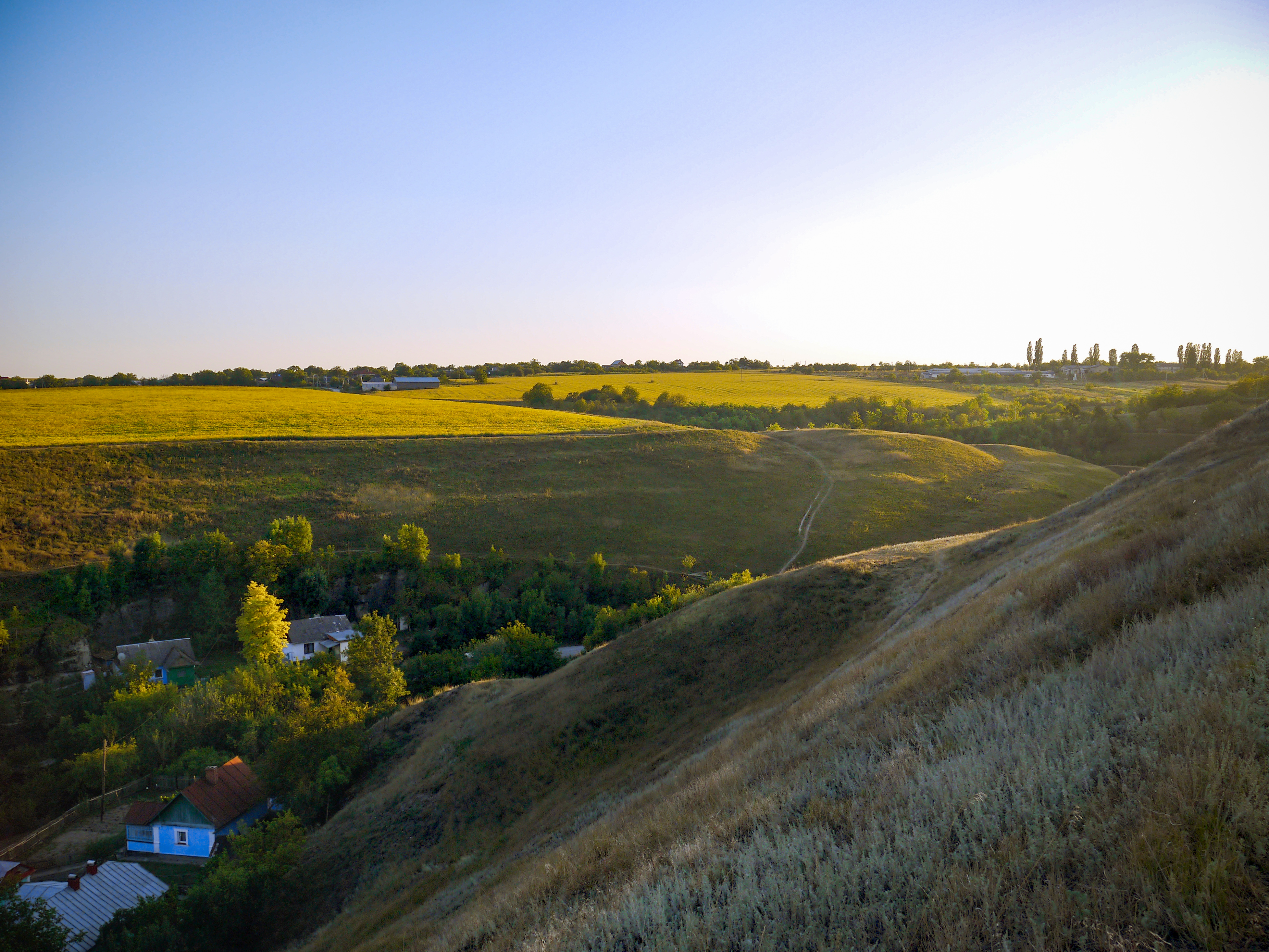
Городище, на мису навпроти району Підзамче

Поселення відоме з 16 століття. Давні назви — Підгороддя, Сокіл.
1889 року на Підзамчі було відкрито фотографію одеського міщанина Михайла Григоровича Молчанова. На Підзамчі був свічковий завод Подільської єпархії. У радянський час до 30 березня 1957 року — село Довжоцької сільради.
Головні магістралі — Жванецьке шосе, Орининське шосе, вулиця Олександра Удовиченка. Основні об'єкти: ЗОШ № 11 (І-ІХ класи; відкрито 1 вересня 1971 року як восьмирічну на 400 місць, до того на Підзамчі була початкова школа № 11, відкрита 1 вересня 1959 року), дитячий садок № 1 «Барвінок» (відкрито 3 березня 1989 року), ресторан і готель «Ксенія», АЗС (відкрито 31 грудня 1966 року), амбулаторія сімейної медицини (відкрито 26 грудня 2005 року).
Через Підзамче протікає річечка Дібруха, на березі якої є джерело «Маріїнський струмок». На Підзамчі є старе єврейське кладовище, був лютеранський цвинтар.

### Повітряний флот УНР

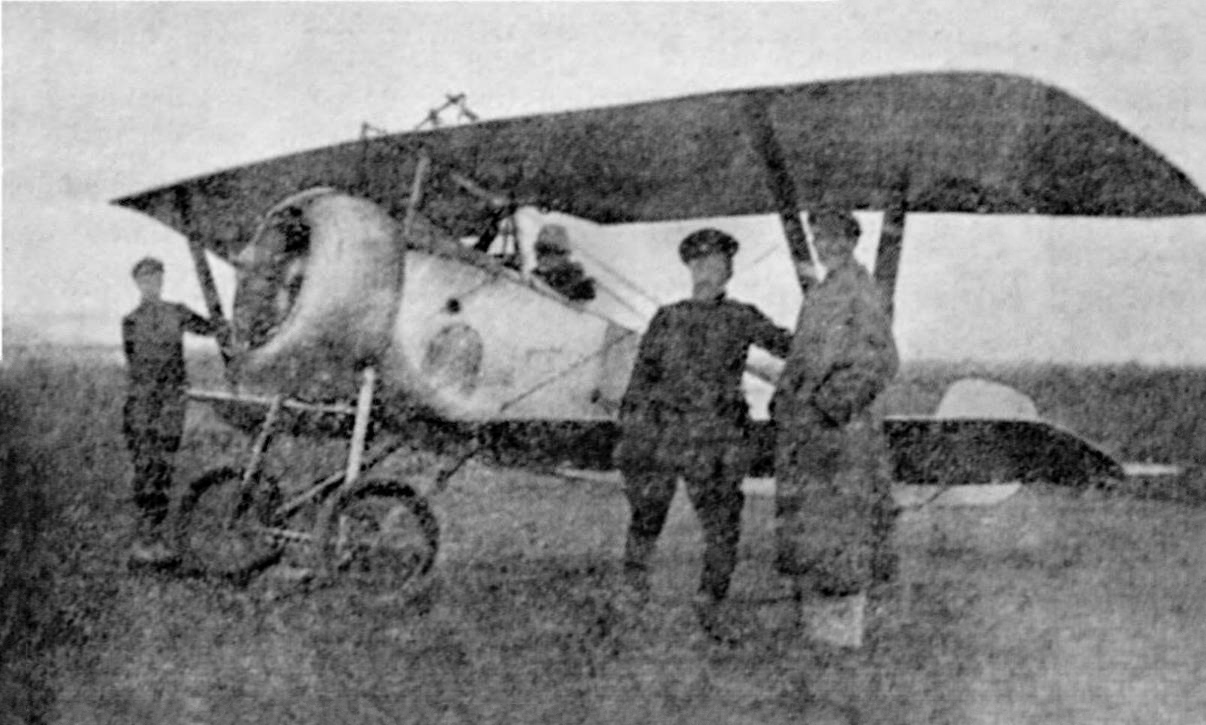
Зображення аероплана Української Галицької Армії

Зі червня 1919 року в Кам'янці розміщувався штаб Повітряного флоту УНР. Аеродром був влаштований на Підзамчі, поблизу свічкового заводу. З Кам’янця-Подільського екіпажам доводилося літати до Німеччини, Австрії, Румунії.

## Вулиці
Основні вулиці Підзамче:
- Оринського шосе
- Жванецьке шосе
- Олександра Удовиченка

## Відомі люди
На Підзамчі народилися:
- Трембовецький Аполлон — український педагог, журналіст, краєзнавець, громадсько-політичний діяч. Псевдонім — Петро Павлович.
- Подолян Микола Петрович — український поет, публіцист, журналіст.
- Людмила Качинська, у шлюбі Іванова — кандидатка педагогічних наук, доцентка Миколаївського педагогічного університету;
- Березовський Йосип Йосипович — заслужений працівник торгівлі УРСР;
- Сис Тамара Андріївна — фольклористка;
- Будзей Олег Васильович — краєзнавець.